# Nanchez

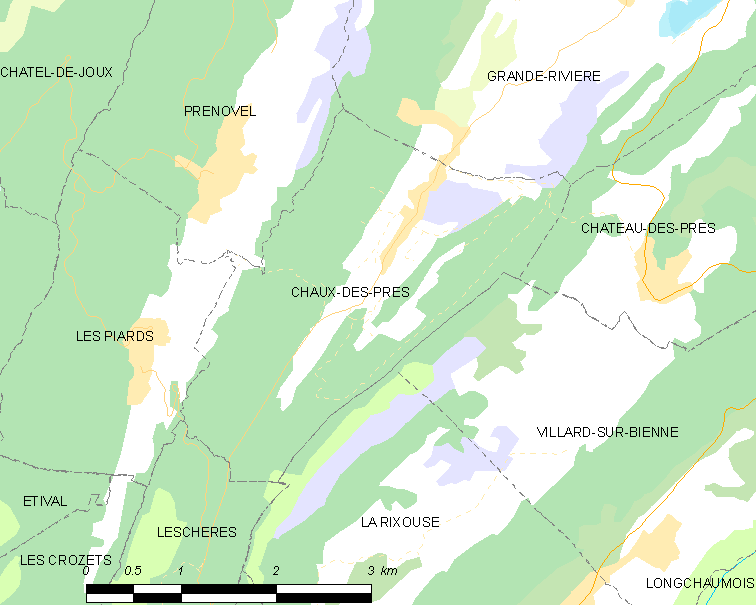

Nanchez ist eine französische Gemeinde mit 761 Einwohnern (Stand: 1. Januar 2022) im Département Jura in der Region Bourgogne-Franche-Comté. Sie gehört zum Kanton Saint-Laurent-en-Grandvaux im Arrondissement Saint-Claude.
Sie entstand als Commune nouvelle mit Wirkung vom 1. Januar 2016 durch die Zusammenlegung der bisherigen Gemeinden Chaux-des-Prés und Prénovel, von denen lediglich Prénovel in der neuen Gemeinde den Status einer Commune déléguée erhalten hat. Der Verwaltungssitz befindet sich im Ort Chaux-des-Prés.
Mit Wirkung vom 1. Januar 2019 erfolgte eine Erweiterung der Commune nouvelle, indem zusätzlich die Gemeinden Les Piards und Villard-sur-Bienne integriert wurden, die beide den Status einer Commune déléguée erhielten.

## Gliederung
| Ortsteil                           | ehemaliger INSEE-Code | Fläche (km²) | Höhenlage (m) | Einwohnerzahl (2016) | Dichte (Einw. je km²) |
| ---------------------------------- | --------------------- | ------------ | ------------- | -------------------- | --------------------- |
| Chaux-des-Prés (Verwaltungssitz)00 | 39130                 | 07,79        | 834–1003      | 179                  | 23,0                  |
| Les Piards                         | 39417                 | 05,29        | 884–-1030     | 165                  | 31,2                  |
| Prénovel                           | 39442                 | 08,20        | 877–1045      | 275                  | 33,5                  |
| Villard-sur-Bienne                 | 39562                 | 10,37        | 485–962       | 181                  | 17,5                  |

## Nachbargemeinden
- Saint-Maurice-Crillat im Norden
- Grande-Rivière Château im Nordosten
- Villard-sur-Bienne im Osten
- La Rixouse im Südosten
- Leschères im Süden
- Châtel-de-Joux im Westen